# Cockiness (Love It)
Cockiness (Love It) (Remix) – singiel barbadoskiej piosenkarki Rihanny i rapera ASAP Rocky'ego. Utwór ten to remix utworu „Cockiness (Love It)” pochodzącego z płyty Talk That Talk. 6 września 2012 r., Rihanna otworzyła utworem oraz piosenką We Found Love galę 2012 MTV Video Music Awards. Towarzyszyli jej Calvin Harris i ASAP Rocky.

## Notowania
| Lista (2012)                                  | Najwyższa pozycja |
| --------------------------------------------- | ----------------- |
| US Bubbling Under Hot 100 Singles (Billboard) | 2                 |